# 三河高濱站
三河高濱站（日语：／ Mikawa-takahama eki */?）是位於愛知縣高濱市春日町五丁目，名古屋鐵道（名鐵）的三河線車站。車站編號為MU06。

## 歷史
- 1918年（大正7年）4月20日 - 三河鐵道車站啟用[2]。
- 1941年（昭和16年）6月1日 - 三河鐵道合併至名古屋鐵道。成為名古屋鐵道三河線車站。
- 1957年（昭和32年）8月 - 車站大樓翻新[3]。
- 1977年（昭和52年）5月25日 - 結束貨物營業，3條側線與貨物月台撤走[3]。
- 1994年（平成6年）12月25日 - 設置跨站式站房[3]。列車靠右進站。
- 2005年（平成17年）
  - 8月9日 - 引入車站集中管理系統，成為無人車站[3]。
  - 9月14日 - 車站可以使用交通儲值卡「Trans Pass（日语：トランパス (交通プリペイドカード)）」。
- 2011年（平成23年）2月11日 - 車站可以使用「manaca」IC卡。
- 2012年（平成24年）2月29日 - 交通儲值卡「Trans Pass」的服務終止，此站也不可使用其儲值卡。

## 簡稱

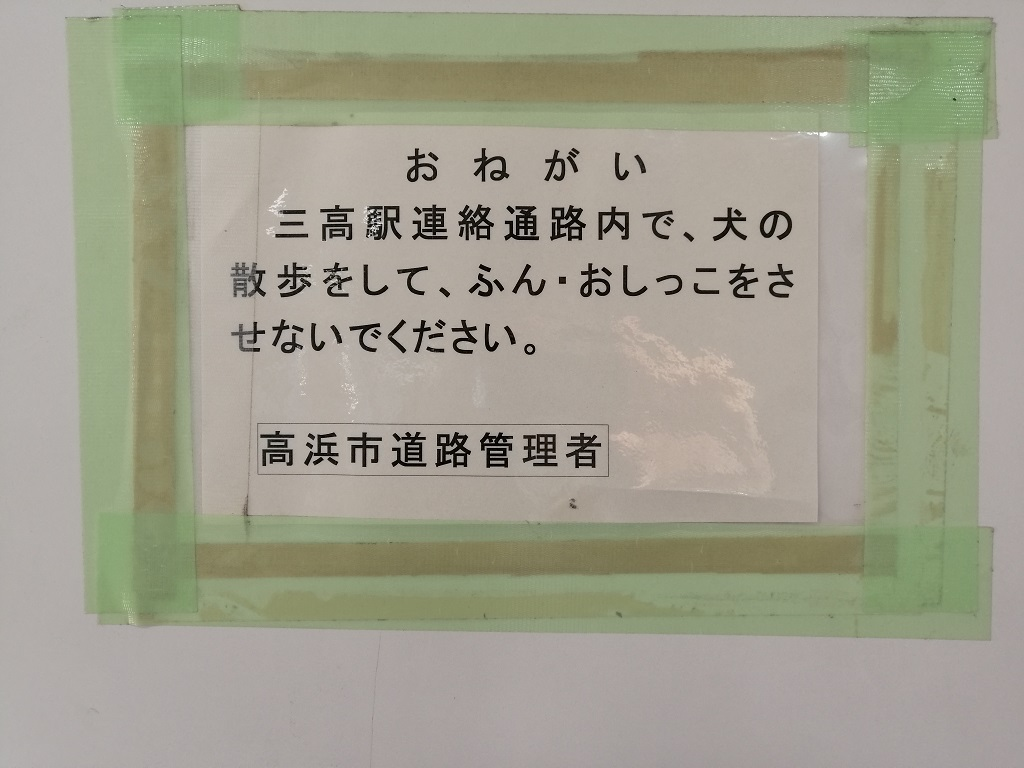
使用此站通稱「三高站」

三河高濱站會簡稱為「三高站」。來自幡豆郡一色町（現時為西尾市）的新實守為一名前名鐵職員，乘客會把三河高濱的正式車站名稱簡稱為「三高」，但是在他是一名新手車站職員的時代會使用正式名稱稱呼而不會使用簡稱。

## 車站構造
車站為一座地面車站（跨站式站房），設有1面2線的島式月台，可進行列車交會。車站引入了車站集中管理系統（由知立站管理）的無人車站，為高濱市的玄關車站。設有升降機。
| 月台 | 路線           | 上下行 | 方向     |
| ---- | -------------- | ------ | -------- |
| 1    | 三河線（海線） | 下行   | 知立方向 |
| 2    | 三河線（海線） | 上行   | 碧南方向 |

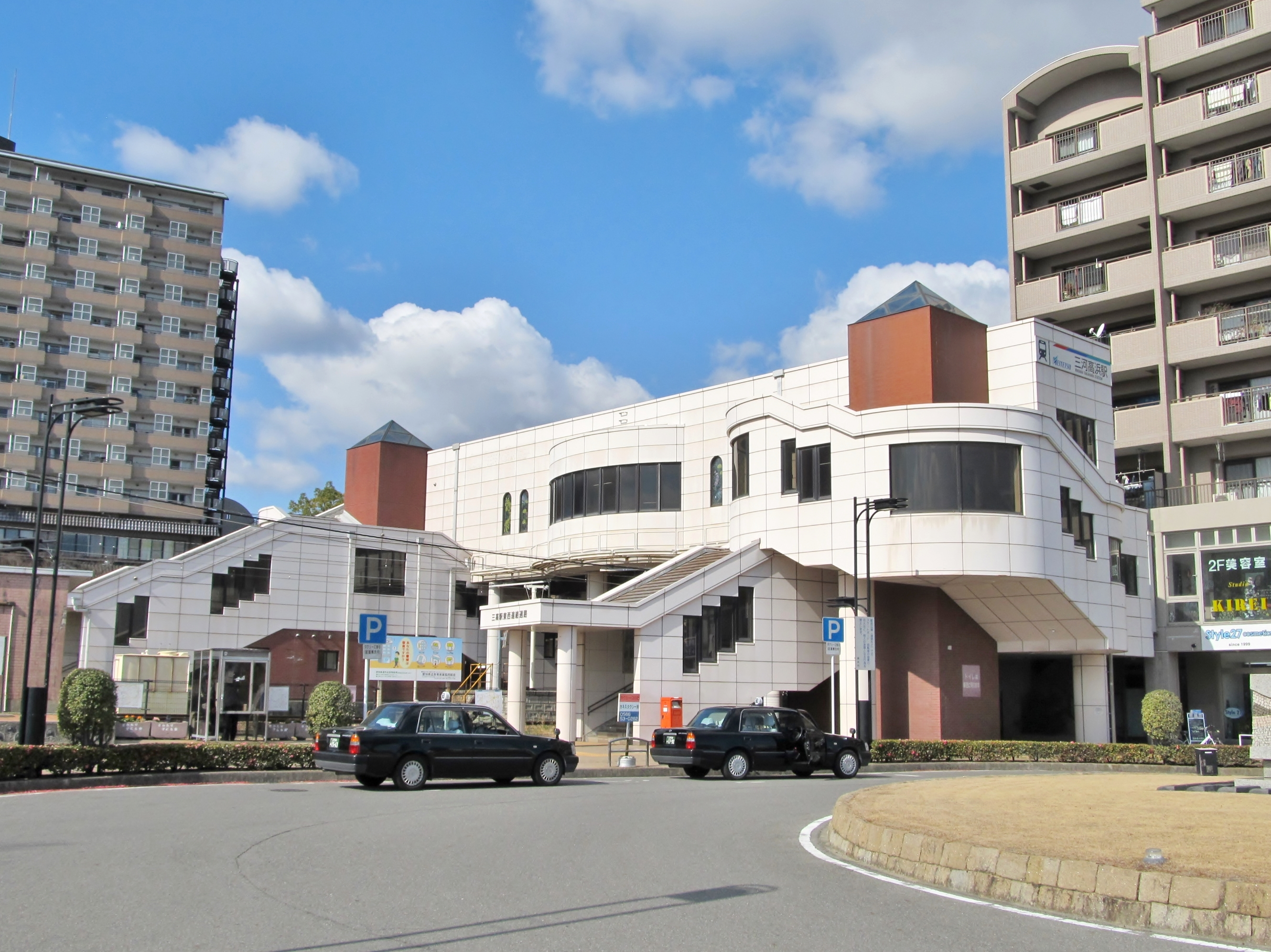
東出口(2024年2月)
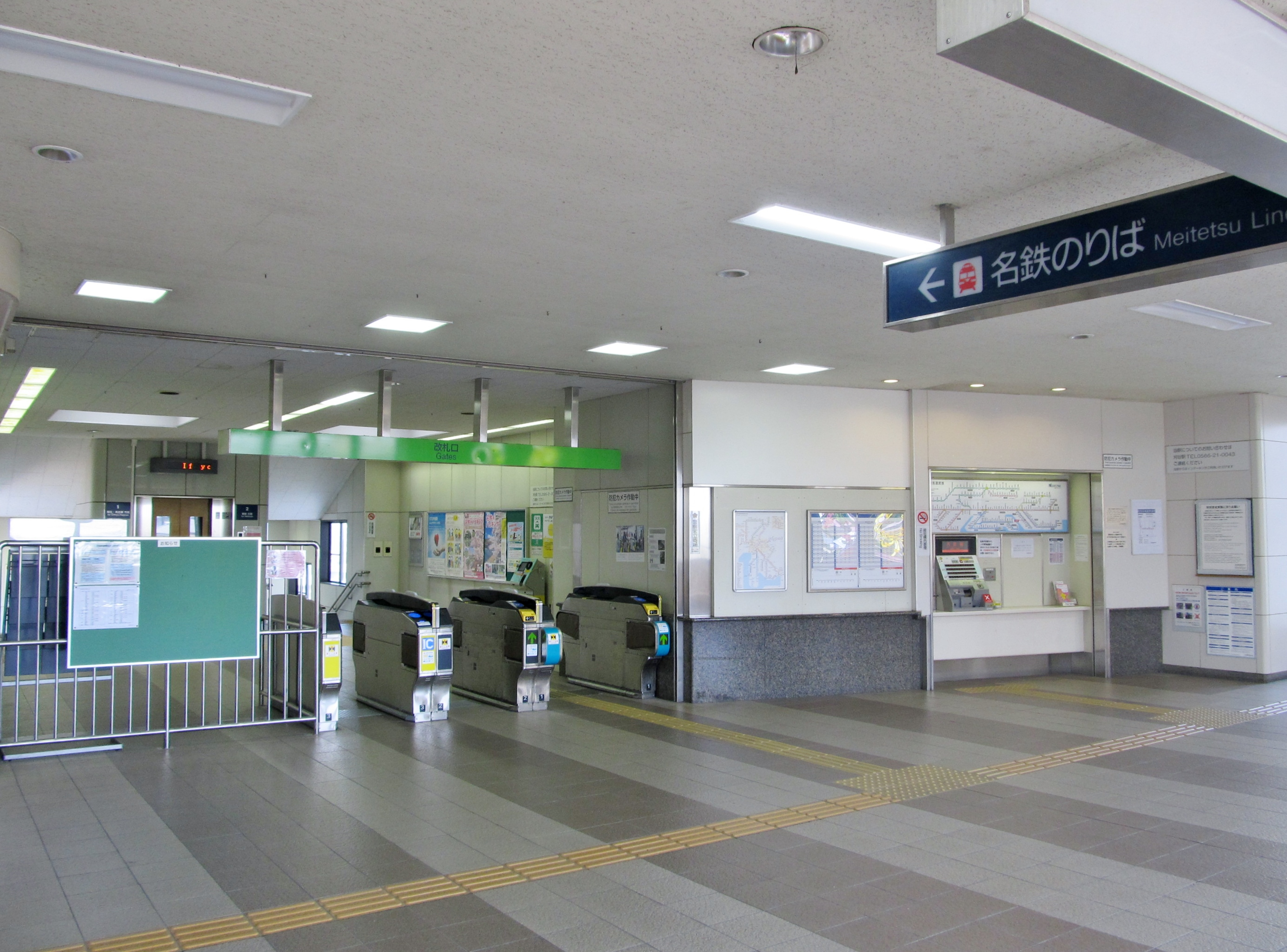
閘口(2018年4月)
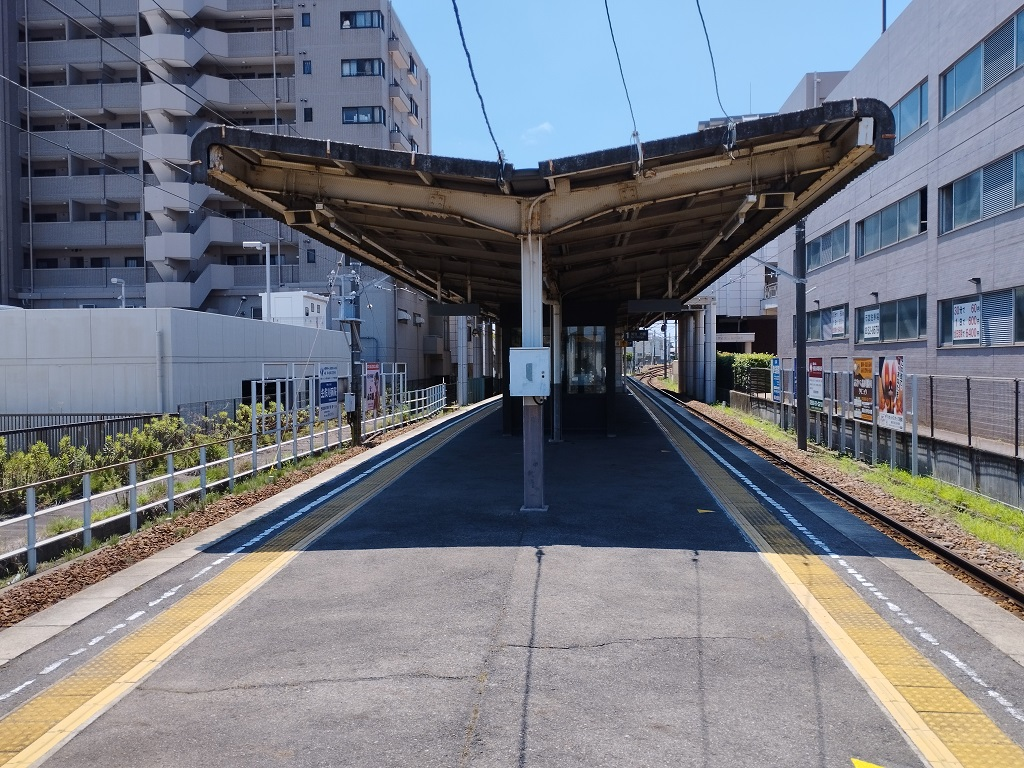
月台(2022年7月)
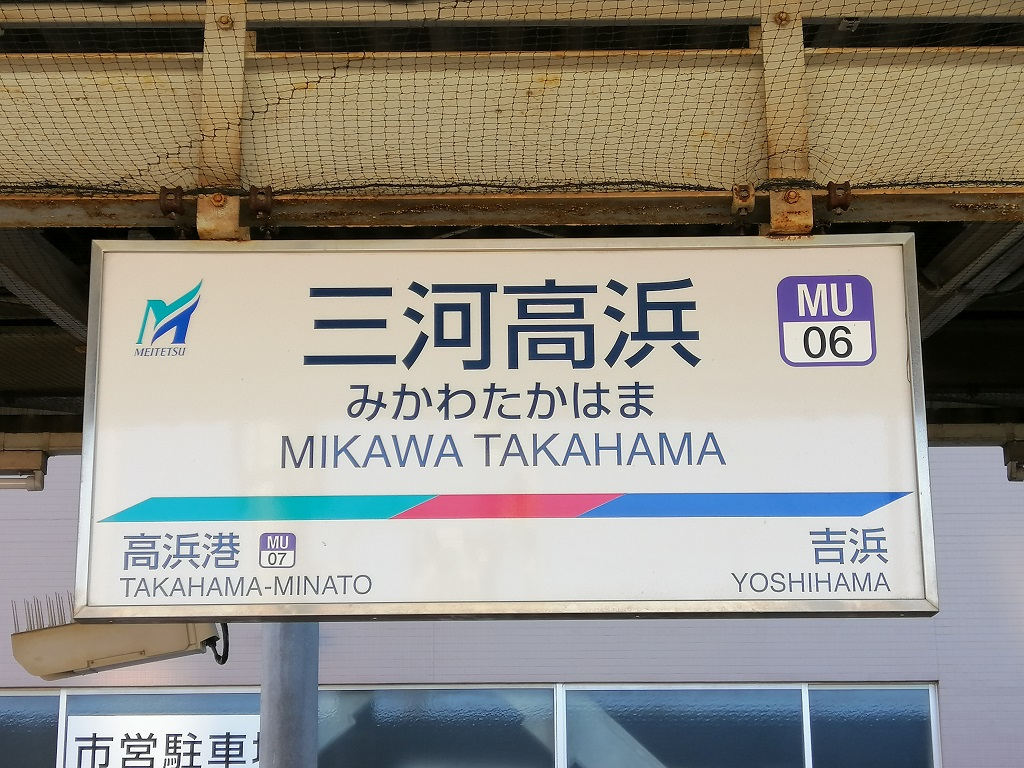
站名標

### 配線圖
| ← 刈谷、 知立方向 | 三河高濱站 站內配線略圖 | → 碧南方向 |
| 图例 参考文献：   |                         |            |

## 使用狀況
- 在中提及在2013年度，當時1日平均上下車人次為3,918人，為名鐵所有車站（275站）排名第110，三河線（23站）中排名第9[12]。
- 在中提及在1992年度，當時1日平均上下車人次為3,840人，為除岐阜市內線均一車費區間內各站（岐阜市內線、田神線、美濃町線徹明町站至琴塚站之間）外名鐵所有車站（342站）中排名第115，三河線（38站）排名第9[13]。
- 在中，2006年度的1日平均乘車人次為1,753人，2007年度的1日平均乘車人次為1,768人。
- 根據，以下為近年的1日平均上下車人次[14]：

| 年度               | 1日平均 上下車人次 |
| ------------------ | ------------------ |
| 1999年（平成11年） | 3,469              |
| 2000年（平成12年） | 3,352              |
| 2001年（平成13年） | 3,243              |
| 2002年（平成14年） | 3,248              |
| 2003年（平成15年） | 3,350              |
| 2004年（平成16年） | 3,299              |
| 2005年（平成17年） | 3,466              |
| 2006年（平成18年） | 3,526              |
| 2007年（平成19年） | 3,567              |
| 2008年（平成20年） | 3,477              |
| 2009年（平成21年） | 3,313              |
| 2010年（平成22年） | 3,318              |
| 2011年（平成23年） | 3,476              |
| 2012年（平成24年） | 3,703              |
| 2013年（平成25年） | 3,918              |
| 2014年（平成26年） | 4,021              |
| 2015年（平成27年） | 4,184              |
| 2016年（平成28年） | 4,344              |
| 2017年（平成29年） | 4,332              |

## 車站周邊

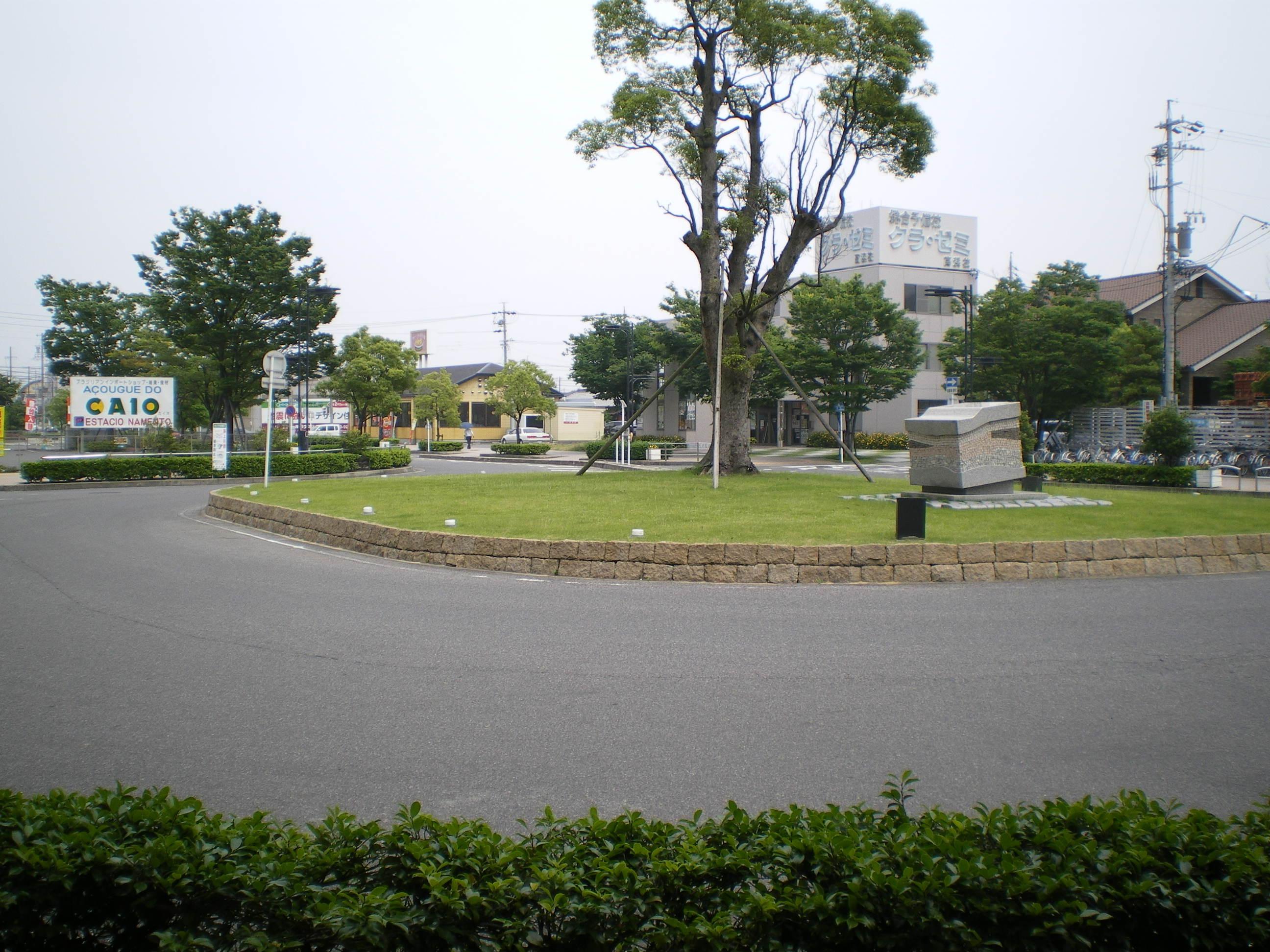
東出口站前迴旋路

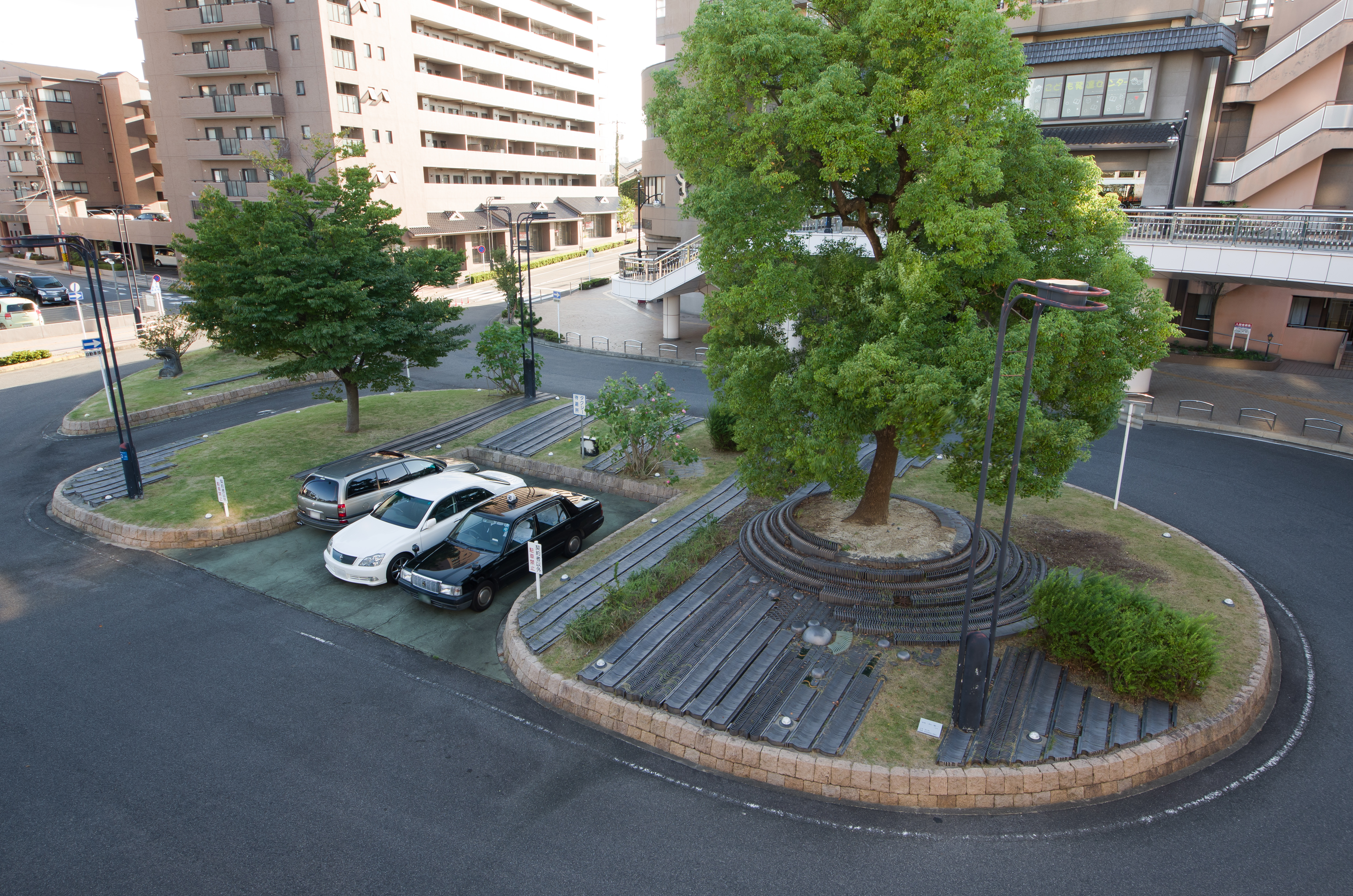
西出口站前迴旋路中擺設了高濱市特產三州瓦

- 高濱市政廳
- 碧南警署（日语：碧南警察署）高濱幹部崗亭
- 高濱郵局（日语：高浜郵便局 (愛知県)）
- 愛知縣立高濱高等學校（日语：愛知県立高浜高等学校）
- 高濱市立高濱中學
- Yamanaka（日语：ヤマナカ）高濱店
- 春日神社（日语：春日神社 (高浜市)）
- 大山公園
- 國道419號（日语：国道419号）
- 愛知縣道50號名古屋碧南線（日语：愛知県道50号名古屋碧南線）
- 高濱豐田醫院（日语：高浜豊田病院）

## 巴士路線
- 高濱市社區巴士「活潑號（日语：いきいき号）」

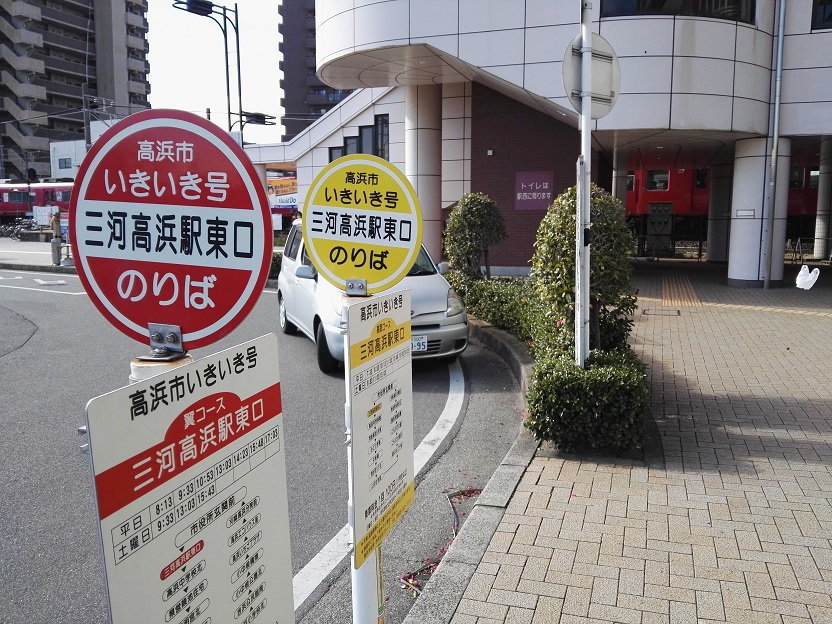
巴士站

## 相鄰車站
名古屋鐵道
 三河線（海線）
吉濱（MU05）－三河高濱（MU06）－高濱港（MU07）

## 注腳

## 外部連結
- 三河高濱 - 名古屋鐵道